# Os Fuzis da Senhora Carrar
Os Fuzis da Senhora Carrar (Die Gewehre der Frau Carrar) é uma peça do dramaturgo alemão Bertolt Brecht.
Considerada uma das obras mais dramáticas do autor e um clássico da dramaturgia mundial, nela Brecht trata da luta dos povos em defesa da democracia contra o fascismo. Para isso aborda o drama e as contradições vividas pela Senhora Carrar, que perdera o marido lutando nas milícias antifascistas contra as forças lideradas por Francisco Franco, durante Guerra Civil Espanhola (1936-1939). Para seu desgosto, ela percebe que o filho estava prestes a tomar o mesmo caminho, pretendendo  juntar-se  às forças republicanas.

## Sinopse
A peça retrata uma mulher (referida como "Mãe"), Teresa Carrar, de aproximadamente quarenta anos de idade, viúva de um pescador e que vive na região da Andaluzia, na Espanha, com seus dois filhos: José, o mais novo (que na peça é chamado de "Rapaz"), e Juan, o mais velho. Na peça, a Senhora Carrar mantém o filho mais novo dentro de casa, enquanto observa o filho mais velho pela janela a pescar, o que faz por ordem da mãe, para impedi-lo de ir para a frente de batalha. A atitude da mãe em relação a Juan, é contestada por José - que naquele momento gostaria de estar na linha de frente, ao lado da resistência republicana. A situação agrava-se ainda mais com a chegada do tio, irmão de Teresa. Esse tio, chamado na peça de "Operário" e cujo nome é Pedro Jáqueras, fazia parte da milícia antifascista de Málaga e fora até a casa da irmã com o objetivo de pegar os fuzis que a senhora Carrar mantinha escondidos sob o assoalho e que haviam pertencido ao seu marido, Carlos, morto por uma bala no pulmão, em Oviedo, durante os confrontos. Por se sentir culpada pela morte do marido, a Senhora Carrar passara a manter os filhos sob rigorosa vigilância, a fim de impedir que estes tivessem o mesmo fim.